# Theodore Ryder
Theodore Ryder, född 14 september 1916 i Keyport, New Jersey, död 8 mars 1993 i Hartford, Connecticut, även kallad Ted eller Teddy, blev vid fem års ålder en av de tolv första diabetespatienter i världen, som behandlades med insulin. När han dog vid 76 års ålder 1993, var han den första människan som behandlats med insulin i mer än 70 år. Han var då också den längst överlevande av de första tolv insulinbehandlade diabetikerna.

## Biografi

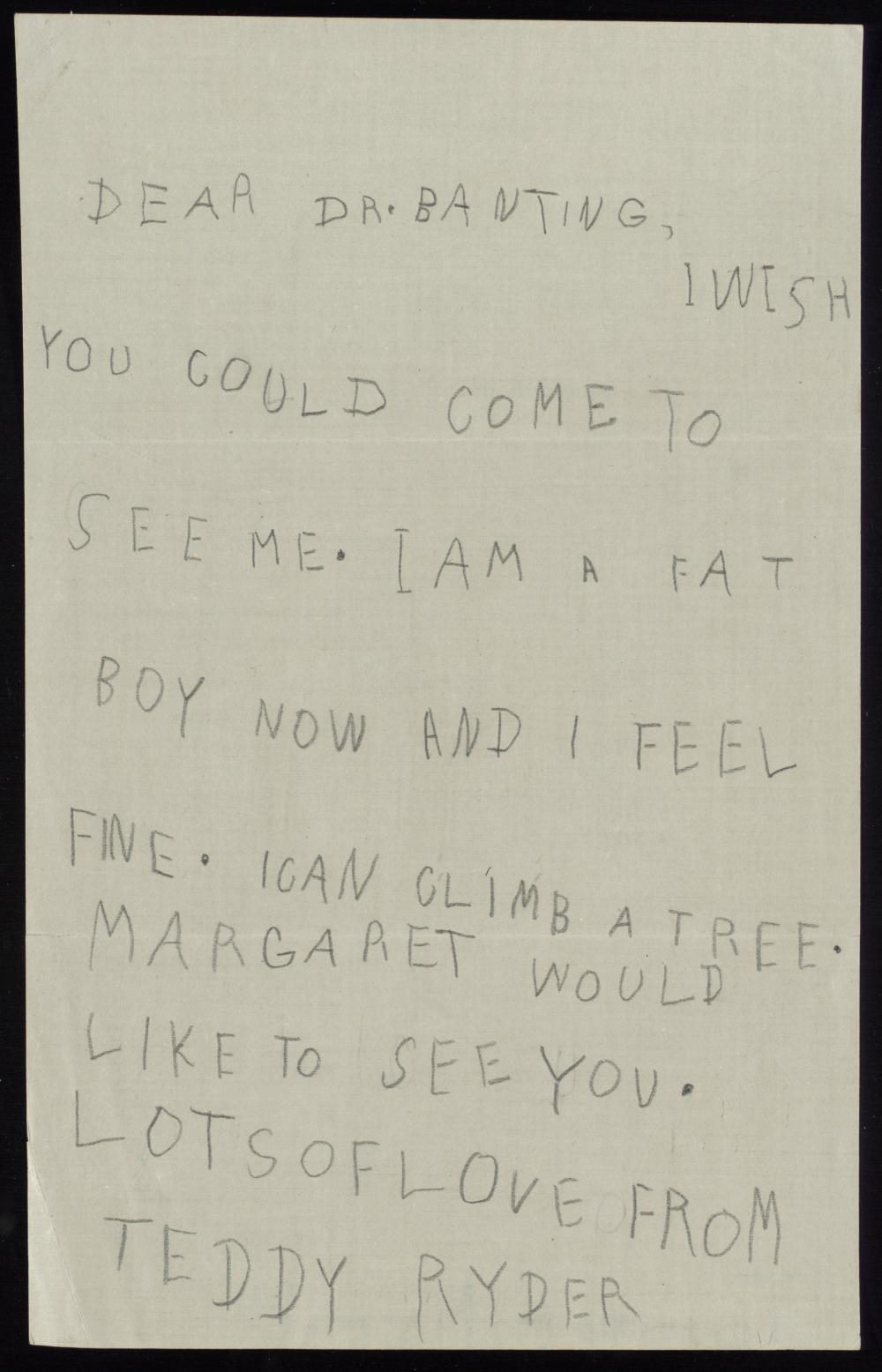
Ryders brev till Banting

Theodore Ryder föddes 1916 i New Jersey. Vid fyra års ålder utvecklade han symptom på allvarlig diabetes mellitus, inklusive en kraftigt ökad urinproduktion, en fortsatt stark törst och en uttalad viktminskning. Vid denna tid fanns ingen meningsfull behandling för sjukdomen, det enda behandlingsalternativet var kronisk undernäring, som kunde förlänga den drabbades liv med en till två år.

Under våren 1922 hade läkarna Frederick Banting och Charles Best vid University of Toronto, börjat behandla diabetespatienter med insulin som framställts ur bukspottskörtlar från grisar. När Theodores familj fick reda på detta lyckades det genom en farbroder till Theodore, som arbetade som läkare i New York, övertala Banting att låta honom ingå i försöken. Banting accepterade efter viss inledande tvekan och började 10 juli 1922 behandla den då femårige pojken, som då vägde endast 12,5 kg. Inom några månader hade Theodore Ryder återhämtat sig helt och var för personalen som behandlade honom en symbol för de fantastiska framgångar som har uppnåtts med insulin. I oktober samma år kunde han återvända hem med sina föräldrar. I ett tackbrev till Banting skrev han: 
Dear Dr. Banting, I wish you could come to see me. I am a fat boy now and I feel fine. I can climb a tree. Margaret would like to see you. Lots of love from Teddy Ryder
Kära Dr Banting, jag önskar du kunde besöka mig. Jag är en tjock pojke nu och mår bra. Jag kan klättra i träd. Margret vill träffa dig. Mycket kärlek från Teddy Ryder.
Theodore Ryder arbetade som bibliotekarie i Hartford, Connecticut och fick inga allvarliga diabeteskomplikationer och framträdde därför under 1980-talet offentligt då hans långa behandling och goda hälsa vid denna tid var ovanlig.
Fram till Bantings död 1941 underhöll de en regelbunden skriftväxling. Banting besökte också Theodore Ryder två gånger under åren efter den inledande behandlingen. Delar av skriftväxlingen finns sedan 1999 på Thomas Fisher biblioteket vid universitetet i Toronto. I ett av breven från december 1938 skrev Banting bland annat: 
I shall always follow your career with interest and you will forgive me if I add, a little pride, because I shall always remember the difficult times we had in the early days of insulin. The outstanding thing I remember was your strength and fortitude in observing your diet and the manly way in which you stood up to the punishment of hypodermic injections. I am sure that you will be a success in life if you maintain the same spirit in meeting the rebuffs of the world.